# Swift (crater deimian)
Craterul Swift este un crater de pe satelitul lui Marte Deimos. Are un diametru de aproximativ 3 km. Craterul Swift poartă numele lui Jonathan Swift, a cărui carte din 1726 Călătoriile lui Gulliver a prezis existența a doi sateliți ai lui Marte. Craterul Swift este una dintre cele două forme de relief numite de pe Deimos, celălalt fiind craterul Voltaire. Pe 10 iulie 2006, Mars Global Surveyor a făcut o imagine a lui Deimos de la 22,985 depărtare arătând craterul Swift.

## Vezi si
- Voltaire (crater)
- Sateliții naturali ai lui Marte
- Phobos (satelit)
- Deimos (satelit)